# Метеосат 8
Метеосат 8 (друго означение MSG 1) е метеорологичен спътник спадащ към поредицата спътници Метеосат. Тези спътници са разработване от EUMETSAT. Метеосат 8 е известен с това, че успява за първи път да заснеме метеор преди да удари Земята – 2008 TC3. Спътникът е изстрелян на 28 август 2002 г. с ракета-носител Ариана 5, която го отвежда в геостационарна орбита.
На 22 май 2007 г. спътникът е ударен от неиндетифициран обект. Термалната защита е повредена, но Метеосат 8 все още работи.